# Kristian Blak

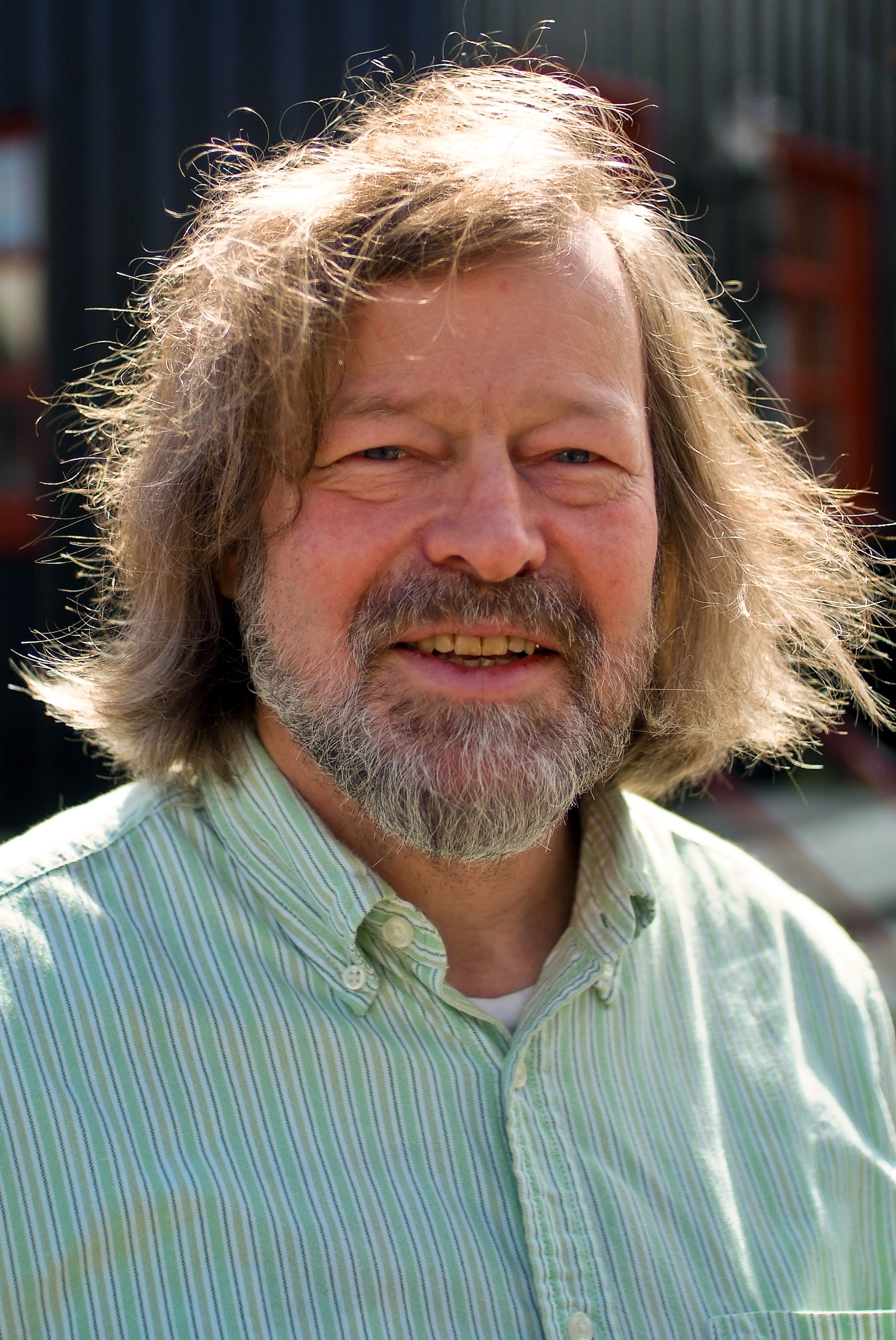
Kristian Blak (2008)

Kristian Blak (* 31. März 1947 in Fredericia) ist ein dänisch-färöischer Pianist und Komponist. Er beschäftigt sich sowohl mit klassischer Musik als auch mit Jazz und Rock. Die Natur der Färöer und anderer nordischer Länder (Grönland, Island) übt einen großen Einfluss auf seine Musik aus.

## Leben und Wirken
Nach klassischer Musikausbildung an der Universität Aarhus mit dem Abschluss cand. mag. und Tätigkeit als Lehrer in Aarhus 
übersiedelte Kristian Blak 1974 von Dänemark auf die Färöer, wo der überwiegende Teil seines Werkes entstand. Von 1974 bis 1998 arbeitete er als Lehrer für Musik und Französisch am Gymnasium der Färöer. Zwischen 1977 und 2003 sind Schallplatten mit Musik mit und/oder von Kristian Blak erschienen, die meisten davon in dem von ihm selbst gegründeten Label Tutl. Zu seinen herausragenden Kompositionen gehören die Suite Ravnating (Der Rat der Raben). Gastspiele haben Blak in mehrere Länder Europas geführt (u. a. Teilnahme an Festivals in Deutschland). Blak tritt zuweilen allein (am Klavier), oft aber mit Gruppen in kleiner und großer Besetzung auf. Seit 1981 arbeitet er mit der Fusiongruppe Yggdrasil zusammen, mit der auch Eivør Pálsdóttir auftritt. Weiterhin begleitete er Karsten Vogel auf dessen Album Light when Dark.
Kristian Blak ist seit November 1977 mit Sharon Weiss aus Lexington, MA, verheiratet. Das Paar hat drei Kinder Mikael, Sámal und Rebekka.